# Боборыкин, Виталий Николаевич
Виталий Николаевич Боборыкин (1922—2002) — советский военный. Участник Великой Отечественной войны. Герой Советского Союза (1945). Гвардии лейтенант.

## Биография
Виталий Николаевич Боборыкин родился 11 июля 1922 года в деревне Сементеево Ветлужского уезда Нижегородской губернии РСФСР (деревня ныне не существует) в крестьянской семье. Русский. Получив начальное образование, работал в колхозе «Старатель», был бригадиром.
В ряды Рабоче-крестьянской Красной Армии Виталий Боборыкин призван Пыщугским райвоенкоматом Горьковской области в сентябре 1941 года. Служил в тыловых частях. Был командиром отделения дорожно-строительной службы. В действующей армии с февраля 1943 года. Воевал на Северо-Западном фронте, но в марте того же года был отозван с передовой и направлен на офицерские курсы. В декабре 1943 года младший лейтенант В. Н. Боборыкин прибыл в расположение 126-го гвардейского стрелкового полка 41-й гвардейской стрелковой дивизии 4-й гвардейской армии 2-го Украинского фронта и был назначен командиром стрелкового взвода. В первом же бою 12.12.1943 года на Криворожском направлении Виталий Николаевич был ранен. Вновь на фронте с начала апреля 1944 года. В ходе Уманско-Ботошанской операции ранен вторично. После выздоровления в июне 1944 года вновь вернулся в свою часть. Принимал участие в Ясско-Кишиневской операции. 23 августа 1944 года взвод лейтенанта Боборыкина, разминировав минное поле и проделав проход в проволочном ограждении, захватил траншеи противника, что позволило подразделениям батальона без потерь преодолеть передний край немецкой обороны и сходу захватить село Манзатешть (Мынзэтешти). 24.08.1944 года взвод Боборыкина ворвался в село Кабанешть, уничтожив 10 солдат противника и еще девять взяв в плен. 29.08.1944 года в бою у деревни Богданец взвод младшего лейтенанта В. Н. Боборыкина, отразив три контратаки противника, сам поднялся в атаку, уничтожив до 20 фашистов. За отличие в ходе Ясско-Кишиневской операции Виталий Николаевич был награждён медалью «За отвагу». Вскоре ему было присвоено очередное воинское звание — лейтенант.
5 сентября 1944 года 4-я гвардейская армия была выведена в резерв, а 3 ноября того же года была передана в состав 3-го Украинского фронта. В ходе Будапештской наступательной операции части 41-й гвардейской стрелковой дивизии вышли к Дунаю в районе венгерского города Мохач. На рассвете 24 ноября 1944 года гвардии лейтенант В. Н. Боборыкин с 9 бойцами из 1-го отделения своего взвода на лодке начал переправу через Дунай. Уничтожив на острове по середине реки пулемётную точку, группа незаметно высадилась на западном берегу и заняла оборону, прикрывая высадку остальных отделений взвода. Когда немцы спохватились, их береговая оборона уже была занята бойцами Боборыкина. Взвод отразил 6 контратак противника, уничтожив до 30 немецких солдат и офицеров. Расширив плацдарм для высадки других подразделений полка, лейтенант Боборыкин со своим взводом ворвался в город Мохач с юга и, истребив до 30 гитлеровцев и ещё 26 взяв в плен, очистил его от противника. В начале марта 1945 года Виталий Николаевич принимал участие в Балатонской оборонительной фронтовой операции. 24 марта 1945 года указом Президиума Верховного Совета СССР гвардии лейтенанту В. Н. Боборыкину было присвоено звание Героя Советского Союза.
В заключительные месяцы войны Виталий Николаевич участвовал в Венской стратегической наступательной операции. Освобождал город Вену. Победу он встретил на территории Австрии у городка Линц.
Уволившись в 1946 году в запас, В. Н. Боборыкин вернулся в родные края. Работал в колхозе. После окончания партийной школы в Костроме в 1950 году стал его председателем. В 1956 году Виталий Николаевич переехал в посёлок Надвоицы Сегежского района Карельской АССР. Работал на Надвоицком алюминиевом заводе. Одновременно учился в вечерней школе, завершив неполное среднее образование. Из-за ухудшения здоровья в феврале 1976 года по рекомендации врачей переехал к морю. Поселился в городе-герое Севастополе, в посёлке Солнечный. До выхода на пенсию работал в совхозе. Скончался Виталий Николаевич 6 декабря 2002 года. Похоронен в Севастополе (кладбище села Андреевка).

## Награды
- Медаль «Золотая Звезда» (24.03.1945).
- Орден Ленина (24.03.1945).
- Орден Отечественной войны 1 степени (06.04.1985).
- Орден Богдана Хмельницкого III степени (1999)[1]
- Медали, в том числе:
  - медаль «За отвагу» (05.09.1944);
  - медаль «За победу над Германией в Великой Отечественной войне 1941—1945 гг.»;
  - медаль «За взятие Будапешта»;
  - медаль «За взятие Вены»;
  - медаль «25 лет освобождения Румынии» (Румыния, 03.11.1969)

## Память
- Мемориальная доска в честь Героя Советского Союза В. Н. Боборыкина установлена на здании Дома культуры села Андреевка Севастопольского горсовета Украины.

## Документы
- Общедоступный электронный банк документов «Подвиг Народа в Великой Отечественной войне 1941—1945 гг.» Архивировано 13 марта 2012 года.

Герой Советского Союза. Архивировано 16 мая 2013 года.
Указ Президиума Верховного Совета СССР. Архивировано 16 мая 2013 года.
Орден Отечественной войны 1-й степени. Архивировано 16 мая 2013 года.
Медаль «За отвагу». Архивировано 16 мая 2013 года.